# Anistreplaza
Anistreplaza (Anistreplase, APSAC) – acylowany kompleks streptokinazy i Lys-plazminogenu. Po podaniu dożylnym następuje powolne odłączenie grup acetylowych i uaktywnienie streptokinazy, uruchamiające konwersję plazminogenu do plazminy i fibrynolizę. Lys-plazminogen ma powinowactwo do fibryny, dzięki czemu kompleks ma większą swoistość wobec skrzepu niż sama streptokinaza. Właściwości immunogenne i działania niepożądane leku są zbliżone do streptokinazy.

## Preparaty
- Eminase